# ابیگری، گاداگ
ابیگری، گاداگ (به لاتین: Abbigeri, Gadag) یک روستا در هند است که در کارناتاکا واقع شده‌است.